# First Division 1962-1963
La First Division 1962-1963 è stata la 64ª edizione della massima serie del campionato inglese di calcio, disputato tra il 18 agosto 1962 e il 21 maggio 1963 e concluso con la vittoria dell'Everton, al suo sesto titolo.
Capocannoniere del torneo è stato Jimmy Greaves (Tottenham) con 37 reti.

## Stagione

### Novità
Al posto delle retrocesse Cardiff City e Chelsea sono saliti dalla Second Division il Liverpool e il Leyton Orient, al suo primo, e finora unico, campionato di prima divisione.

### Avvenimenti
Lo svolgimento del campionato è stato ostacolato dalle condizioni atmosferiche, con un'intensa nevicata che bloccò la disputa delle gare previste per le prime sei settimane del 1963.

## Squadre partecipanti
| Club              | Stagione | Città         | Stadio               | Stagione precedente                   |
| ----------------- | -------- | ------------- | -------------------- | ------------------------------------- |
| Arsenal           | dettagli | Londra        | Highbury             | 10º posto in First Division           |
| Aston Villa       | dettagli | Birmingham    | Villa Park           | 7º posto in First Division            |
| Birmingham City   | dettagli | Birmingham    | St Andrew's          | 17º posto in First Division           |
| Blackburn         | dettagli | Blackburn     | Ewood Park           | 16º posto in First Division           |
| Blackpool         | dettagli | Blackpool     | Bloomfield Road      | 13º posto in First Division           |
| Bolton            | dettagli | Bolton        | Burnden Park         | 11º posto in First Division           |
| Burnley           | dettagli | Burnley       | Turf Moor            | 2º posto in First Division            |
| Everton           | dettagli | Liverpool     | Goodison Park        | 4º posto in First Division            |
| Fulham            | dettagli | Londra        | Craven Cottage       | 20º posto in First Division           |
| Ipswich Town      | dettagli | Ipswich       | Portman Road         | 1º posto in First Division            |
| Leicester City    | dettagli | Leicester     | Filbert Street       | 14º posto in First Division           |
| Liverpool         | dettagli | Liverpool     | Anfield              | 1º posto in Second Division, promosso |
| Leyton Orient     | dettagli | Londra        | Brisbane Road        | 2º posto in Second Division, promosso |
| Manchester City   | dettagli | Manchester    | Maine Road           | 12º posto in First Division           |
| Manchester Utd    | dettagli | Manchester    | Old Trafford         | 15º posto in First Division           |
| Nottingham Forest | dettagli | Nottingham    | City Ground          | 19º posto in First Division           |
| Sheffield Utd     | dettagli | Sheffield     | Bramall Lane         | 5º posto in First Division            |
| Sheffield Weds    | dettagli | Sheffield     | Hillsborough Stadium | 6º posto in First Division            |
| Tottenham         | dettagli | Londra        | White Hart Lane      | 3º posto in First Division            |
| West Bromwich     | dettagli | West Bromwich | The Hawthorns        | 9º posto in First Division            |
| West Ham Utd      | dettagli | Londra        | Boleyn Ground        | 8º posto in First Division            |
| Wolverhampton     | dettagli | Wolverhampton | Molineux Stadium     | 18º posto in First Division           |

## Classifica finale
|       | Pos. | Squadra           | Pt | G  | V  | N  | P  | GF  | GS  | MG    |
| ----- | ---- | ----------------- | -- | -- | -- | -- | -- | --- | --- | ----- |
|       | 1.   | Everton           | 61 | 42 | 25 | 11 | 6  | 84  | 42  | 2.000 |
|       | 2.   | Tottenham         | 55 | 42 | 23 | 9  | 10 | 111 | 62  | 1.790 |
|       | 3.   | Burnley           | 54 | 42 | 22 | 10 | 10 | 78  | 57  | 1.368 |
|       | 4.   | Leicester City    | 52 | 42 | 20 | 12 | 10 | 79  | 53  | 1.491 |
|       | 5.   | Wolverhampton     | 50 | 42 | 20 | 10 | 12 | 93  | 65  | 1.431 |
|       | 6.   | Sheffield Weds    | 48 | 42 | 19 | 10 | 13 | 77  | 63  | 1.222 |
|       | 7.   | Arsenal           | 46 | 42 | 18 | 10 | 14 | 86  | 77  | 1.117 |
|       | 8.   | Liverpool         | 44 | 42 | 17 | 10 | 15 | 71  | 59  | 1.203 |
|       | 9.   | Nottingham Forest | 44 | 42 | 17 | 10 | 15 | 67  | 69  | 0.971 |
|       | 10.  | Sheffield Utd     | 44 | 42 | 16 | 12 | 14 | 58  | 60  | 0.967 |
|       | 11.  | Blackburn         | 42 | 42 | 15 | 12 | 15 | 79  | 71  | 1.113 |
|       | 12.  | West Ham Utd      | 42 | 42 | 14 | 12 | 16 | 73  | 69  | 1.058 |
|       | 13.  | Blackpool         | 40 | 42 | 13 | 14 | 15 | 58  | 64  | 0.906 |
|       | 14.  | West Bromwich     | 39 | 42 | 16 | 7  | 19 | 71  | 79  | 0.899 |
|       | 15.  | Aston Villa       | 38 | 42 | 15 | 8  | 19 | 62  | 68  | 0.912 |
|       | 16.  | Fulham            | 38 | 42 | 14 | 10 | 18 | 50  | 71  | 0.704 |
|       | 17.  | Ipswich Town      | 35 | 42 | 12 | 11 | 19 | 59  | 78  | 0.756 |
|       | 18.  | Bolton            | 35 | 42 | 15 | 5  | 22 | 55  | 75  | 0.733 |
| [ 3 ] | 19.  | Manchester Utd    | 34 | 42 | 12 | 10 | 20 | 67  | 81  | 0.827 |
|       | 20.  | Birmingham City   | 33 | 42 | 10 | 13 | 19 | 63  | 90  | 0.700 |
|       | 21.  | Manchester City   | 31 | 42 | 10 | 11 | 21 | 58  | 102 | 0.569 |
|       | 22.  | Leyton Orient     | 21 | 42 | 6  | 9  | 27 | 37  | 81  | 0.457 |

Legenda:
      Campione d'Inghilterra e ammessa in Coppa dei Campioni 1963-1964.
      Ammessa in Coppa delle Coppe 1963-1964.
      Retrocesse in Second Division 1963-1964.
Regolamento:
Due punti a vittoria, uno a pareggio, zero a sconfitta.
A parità di punti le squadre venivano classificate secondo il quoziente reti.

## Statistiche

### Squadre

#### Capoliste solitarie
Fonte:
|    | —— | —— | ——  | ——  | —— | —— | ——            | ——            | ——            | ——            | ——  | ——      | ——      | ——      | ——      | ——      | ——  | ——      | ——      | ——      | ——      | ——      | ——      | ——  | ——  | ——      | ——      | ——      | ——  | ——  | ——      | ——      | ——      | ——      | ——      | ——      | ——      | ——      | ——      | ——      | ——      | —— |  |
|    |    |    | Eve | Wol |    |    | Wolverhampton | Wolverhampton | Wolverhampton | Wolverhampton |     | Everton | Everton | Everton | Everton | Everton |     | Everton | Everton | Everton | Everton | Everton | Everton |     |     | Burnley | Burnley | Burnley |     | Bur | Everton | Everton | Everton | Everton | Everton | Everton | Everton | Everton | Everton | Everton | Everton |    |  |
|    |    |    |     |     |    |    |               |               |               |               |     |         |         |         |         |         |     |         |         |         |         |         |         |     |     |         |         |         |     |     |         |         |         |         |         |         |         |         |         |         |         |    |  |
|    |    |    |     |     |    |    |               |               |               |               |     |         |         |         |         |         |     |         |         |         |         |         |         |     |     |         |         |         |     |     |         |         |         |         |         |         |         |         |         |         |         |    |  |
| 1ª | 2ª | 3ª | 4ª  | 5ª  | 6ª | 7ª | 8ª            | 9ª            | 10ª           | 11ª           | 12ª | 13ª     | 14ª     | 15ª     | 16ª     | 17ª     | 18ª | 19ª     | 20ª     | 21ª     | 22ª     | 23ª     | 24ª     | 25ª | 26ª | 27ª     | 28ª     | 29ª     | 30ª | 31ª | 32ª     | 33ª     | 34ª     | 35ª     | 36ª     | 37ª     | 38ª     | 39ª     | 40ª     | 41ª     | 42ª     |    |  |

### Individuali

#### Classifica marcatori
Fonte:
| Gol | Rigori |  | Giocatore      | Squadra         |
| --- | ------ |  | -------------- | --------------- |
| 37  | 3      |  | Jimmy Greaves  | Tottenham       |
| 29  |        |  | Joe Baker      | Arsenal         |
| 29  |        |  | David Layne    | Sheffield Weds  |
| 26  |        |  | Ray Crawford   | Ipswich Town    |
| 24  |        |  | Roger Hunt     | Liverpool       |
| 24  | 8      |  | Roy Vernon     | Everton         |
| 23  |        |  | Denis Law      | Manchester Utd  |
| 23  |        |  | Fred Pickering | Blackburn       |
| 23  | 1      |  | Alex Harley    | Manchester City |
| 22  |        |  | Alex Young     | Everton         |
| 22  | 4      |  | Ray Charnley   | Blackpool       |
| 21  |        |  | Ken Keyworth   | Leicester City  |
| 21  |        |  | Ken Leek       | Birmingham City |
| 20  |        |  | Cliff Jones    | Tottenham       |
| 19  |        |  | David Herd     | Manchester Utd  |
| 19  |        |  | Alan Hinton    | Wolverhampton   |
| 19  |        |  | Andy Lochhead  | Burnley         |
| 19  |        |  | Ian St. John   | Liverpool       |